# 相川厚
相川 厚（あいかわ あつし、1951年（昭和26年） -　）は、東京都生まれ。日本の医師、日本の医学者。腎臓内科医、腎臓外科医、泌尿器科医。慶応義塾大学医学部卒業。東邦大学医学部名誉教授。

## 略歴
1951年（昭和26年）に東京都で生まれる。
1979年（昭和54年）に慶応義塾大学医学部卒業し、医師免許を取得する。
慶応義塾大学病院の泌尿器科や防衛医科大学校病院の泌尿器科などに医師として勤務し腎臓移植に興味を持つようになる。
その後、東京都大田区の東邦大学医学部（腎臓学教室）・東邦大学医療センター大森病院（腎センター）に勤務する。
イギリスの王立リヴァプール大学病院の腎移植ユニットに留学して献腎移植、膵腎同時移植の臨床に携わる。
1991年（平成3年）にイギリスの留学から日本に帰国後に、東邦大学医学部（腎臓学教室）講師になる。
1997年（平成9年）からは「世界移植者スポーツ大会」日本チームドクターを務める。
2005年（平成17年）に東邦大学医学部（腎臓内科）の教授に就任する。この間、５００例以上の腎移植を手掛ける。臓器移植医療の講演会等で臓器移植を普及推進するために日本国内を東奔西走する。
2011年（平成23年）に東邦大学医学部（腎臓内科）の教授を退任して名誉教授になる。

## 役職
- 東邦大学医学部（腎臓内科）名誉教授
- 日本移植学会理事

## 著書
- 『日本の臓器移植 ー 現役腎移植医のジハード』相川厚（著）、河出書房新社、2009年(平成21年）出版。[5]